# Загорац, Милан
Ми́лан Заго́рац (15 июня 1980 года, Панчево, Югославия) — сербский футболист, защитник клуба «Батайница».

## Биография
В 2000—2001 годах Милан Загорац выступал за немецкий клуб «Швайнфурт 05», который в сезоне 2000/01 занял 3-е место в Региональной лиге «Юг» и перешёл во Вторую Бундеслигу. С 2002 по 2003 годы играл в сербском клубе ОФК «Белград». В 2003 году в составе ОФК он принял участие в товарищеском матче с украинской командой 
«Полесье» (Добрянка) — фарм-клубом черниговской «Десны». В том же году Загорац подписал контракт с «Десной», в составе которой дебютировал 26 июля 2003 года в матче с киевским «Арсеналом-2» (3:1). Всего за «Десну» в сезоне 2003/04 сыграл 26 матчей, в том числе в Кубке Украины с «Днепром» (0:2). 
В 2004 году перешёл в «Кривбасс». Первый матч в Высшей лиге сыграл 15 июля 2004 года с «Черноморцем» (1:3). В составе криворожского клуба сыграл 23 матча в чемпионате Украины и 4 матча в Кубке, где «Кривбасс» дошёл до 1/2 финала.
В 2005—2010 выступал за «Интер» (Баку). В сезоне 2008/09 сыграл в матчах квалификации Лиги Чемпионов с белградским «Партизаном» (1:1, 0:2). В 2009 году дебютировал в Лиге Европы, выйдя на замену в матче со «Спартаком» (Трнава).

## Достижения
ОФК «Белград»
- Бронзовый призёр чемпионата Югославии (1): 2002/03.

 «Десна»
- Серебряный призёр второй лиги Украины (1): 2003/04 (Группа «В»).

 «Кривбасс»
- Полуфиналист Кубка Украины (1): 2004/05.

 «Интер»
- Чемпион Азербайджана (2): 2007/08, 2009/10.
- Серебряный призёр чемпионата Азербайджана (1): 2008/09.
- Финалист Кубка Азербайджана (2): 2007/08, 2008/09.